# Parafia Przemienienia Pańskiego w Egegik
Parafia Przemienienia Pańskiego – parafia prawosławna w Egegik. Jedna z 15 parafii tworzących dekanat Dillingham diecezji Alaski Kościoła Prawosławnego w Ameryce. Świątynią parafialną jest drewniana cerkiew wzniesiona przez rosyjskich misjonarzy, uznana za zabytek.